# 74e méridien ouest
En géographie, le 74e méridien ouest est le méridien joignant les points de la surface de la Terre dont la longitude est égale à 74° ouest.

## Géographie

### Dimensions
Comme tous les autres méridiens, la longueur du 74e méridien correspond à une demi-circonférence terrestre, soit 20 003,932 km. Au niveau de l'équateur, il est distant du méridien de Greenwich de 8 238 km,.
Avec le 106e méridien est, il forme un grand cercle passant par les pôles géographiques terrestres.

### Régions traversées
En commençant par le pôle Nord et descendant vers le sud au pôle Sud, Le 74e méridien ouest passe par:
| Coordonnées          | Pays, territoire ou mer | Notes |
| -------------------- | ----------------------- | --- |
| 90° 00′ N, 74° 00′ O | Océan Arctique          | |
| 82° 56′ N, 74° 00′ O | Canada                  | Nunavut, Île d'Ellesmere |
| 79° 27′ N, 74° 00′ O | Détroit de Nares        | |
| 78° 00′ N, 74° 00′ O | Baie de Baffin          | |
| 71° 44′ N, 74° 00′ O | Canada                  | Nunavut — Île de Baffin |
| 68° 30′ N, 74° 00′ O | Bassin de Foxe          | |
| 68° 03′ N, 74° 00′ O | Canada                  | Nunavut — Île Air Force |
| 67° 47′ N, 74° 00′ O | Bassin de Foxe          | |
| 66° 19′ N, 74° 00′ O | Canada                  | Nunavut — Île de Baffin |
| 65° 50′ N, 74° 00′ O | Bassin de Foxe          | |
| 65° 30′ N, 74° 00′ O | Canada                  | Nunavut — Île de Baffin |
| 64° 17′ N, 74° 00′ O | Détroit d'Hudson        | |
| 62° 40′ N, 74° 00′ O | Canada                  | Nunavut — Île Charles (en) |
| 62° 24′ N, 74° 00′ O | Détroit d'Hudson        | |
| 62° 22′ N, 74° 00′ O | Canada                  | Québec – passe par Saint-Jérôme et le Lac des Deux Montagnes |
| 45° 00′ N, 74° 00′ O | États-Unis              | New York New Jersey — à partir de 41° 02′ N, 74° 00′ O New York — île de Manhattan et Long Island, à partir de 40° 47′ N, 74° 00′ O |
| 40° 34′ N, 74° 00′ O | Océan Atlantique        | Lower New York Bay |
| 40° 28′ N, 74° 00′ O | États-Unis              | New Jersey |
| 40° 13′ N, 74° 00′ O | Océan Atlantique        | Passe juste à l'est de Crooked Island, Bahamas (à 23° 43′ N, 74° 01′ O) |
| 22° 41′ N, 74° 00′ O | Bahamas                 | Île Acklins |
| 22° 35′ N, 74° 00′ O | Océan Atlantique        | Anse de Acklins |
| 22° 25′ N, 74° 00′ O | Bahamas                 | Île Acklins |
| 22° 20′ N, 74° 00′ O | Océan Atlantique        | Passe juste à l'est de Cuba (à 20° 12′ N, 74° 08′ O) |
| 20° 00′ N, 74° 00′ O | Mer des Caraïbes        | |
| 18° 36′ N, 74° 00′ O | Haïti                   | Péninsule de Tiburon, île Hispaniola |
| 18° 10′ N, 74° 00′ O | Mer des Caraïbes        | |
| 11° 21′ N, 74° 00′ O | Colombie                | Passe juste à l'est de Bogotá (à 4° 37′ N, 74° 05′ O) |
| 1° 07′ S, 74° 00′ O  | Pérou                   | |
| 16° 02′ S, 74° 00′ O | Océan Pacifique         | |
| 41° 47′ S, 74° 00′ O | Chili                   | Île de Chiloé |
| 43° 24′ S, 74° 00′ O | Golfe de Corcovado      | |
| 43° 47′ S, 74° 00′ O | Chili                   | Archipel des Chonos, Péninsule de Taitao (continent), Île Merino Jarpa, continent, et plusieurs îles de l'Archipel de Patagonie |
| 52° 42′ S, 74° 00′ O | Détroit de Magellan     | |
| 52° 58′ S, 74° 00′ O | Chili                   | Île Desolación |
| 53° 11′ S, 74° 00′ O | Océan Pacifique         | |
| 60° 00′ S, 74° 00′ O | Océan Austral           | |
| 69° 39′ S, 74° 00′ O | Antarctique             | La limite occidentale de l'Antarctique argentin, Liste des territoires revendiqués par l' Argentine, et passe par la Province de l'Antarctique chilien, Liste des territoires revendiqués par le Chili, et Territoire antarctique britannique, Liste des territoires revendiqués par le Royaume-Uni |